# Alebra arisana
Alebra arisana är en insektsart som först beskrevs av Matsumura 1931.  Alebra arisana ingår i släktet Alebra och familjen dvärgstritar. Inga underarter finns listade i Catalogue of Life.